# Ian Bostridge

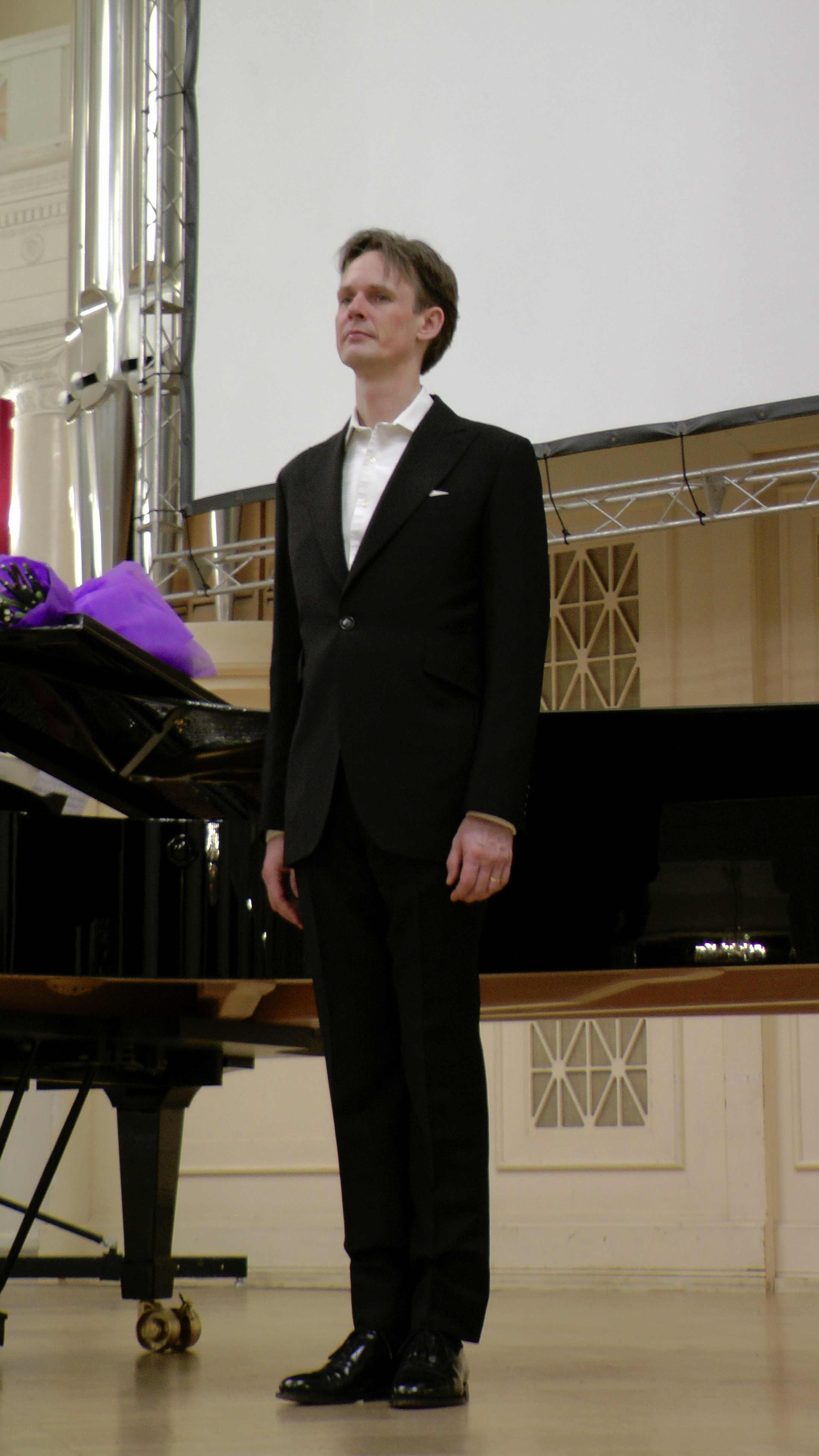
Ian Bostridge, im Dezember 2014

Ian Bostridge, CBE (* 25. Dezember 1964 in London) ist ein britischer Opernsänger (Tenor), der auch als Liedsänger wirkt.

## Leben

### Ausbildung
Der Sohn eines staatlich konzessionierten Immobilienbewerters,
Ian Bostridge, studierte an den Universitäten Oxford und Cambridge Geschichte und Philosophie und war nach seiner Promotion über Hexerei (1990) zunächst als post-doctoral Fellow am Corpus Christi College (Oxford) tätig. Beruflich wandte er sich 1992 dem Gesang zu. Sein Debüt an der Wigmore Hall erfolgte 1993.

### Karriere
Konzerte (Auswahl)
- Wigmore-Hall-Debüt 1993
- Purcell-Room-Debüt (mit Schuberts Winterreise) 1994
- Aldeburgh-Festival-Debüt 1994
- erster Solo-Recital in der Wigmore Hall (Gewinn des Royal Philharmonic Society’s Debut Award) 1995
- Recitals in Lyon, Köln, London, Aldeburgh, Cheltenham Festival und Edinburgh 1996
- Recital in der Alten Oper, Frankfurt am Main 1997
- Weitere Recitals in Paris, Stockholm, Lissabon, Brüssel, Amsterdam und im Wiener Konzerthaus
- In den USA Recitals in New York in der Frick Collection und der Alice Tully Hall
- 1999 Carnegie-Hall-Debüt unter Sir Neville Marriner.
- 1998 Schuberts Winterreise im Cuvilliéstheater, München
- Regelmäßig Gast der Schubertiade Schwarzenberg
- Konzertauftritte u. a. mit dem London Symphony Orchestra unter Sir Colin Davis und Mstislaw Rostropovich, dem Scottish Chamber Orchestra unter Sir Charles Mackerras und dem City of Birmingham Symphony Orchestra unter Sir Simon Rattle

Oper (Auswahl)
- 1994 Operndebüt als Lysander in Ein Sommernachtstraum mit der Australian Opera anlässlich des Edinburgh Festivals
- 1996 Debüt an der English National Opera, zum ersten Mal als Tamino in der Zauberflöte
- 1997 Auftritt als Quint in Deborah Warners neuer Production der Benjamin-Britten-Oper The Turn of the Screw unter Sir Colin Davis für die Royal Opera
- 1998 sang er den Vasek in einer Neuproduktion der Verkauften Braut unter Bernard Haitink für die Royal Opera
- 1998 Debüt bei der Münchner Opernfestspielen (Bayerischen Staatsoper) als Nerone (L’incoronazione di Poppea)
- 1999 Debüt mit den Wiener Philharmonikern unter Sir Roger Norrington
- 2016 als The Prologue und Peter Quint in The Turn of the Screw an der Mailänder Scala

## Ehrungen
- 1999 erhielt Bostridge für seine Schubert-Lieder den ECHO Klassik in der Kategorie ´´Liedeinspielung des Jahres ´´
- 2004 wurde Ian Bostridge für seine Verdienste um die Musik zum Commander of the Order of the British Empire (CBE) ernannt.
- 2013 erhielt er den ECHO Klassik für die Operneinspielung des Jahres (Oper des 20./21. Jh.).[4]
- 2014 wurde er erneut mit dem ECHO Klassik in der Kategorie Solistische Einspielung des Jahres (Gesang) ausgezeichnet.[5]
- 2015 wurde Bostridges Schubert’s Winter Journey: Anatomy of an Obsession mit dem Duff Cooper Prize ausgezeichnet.

## Veröffentlichungen

### Tonträger (Auswahl)
- Shakespeare Songs (Warner Classics, 2016) mit Antonio Pappano, Elizabeth Kenny, Michael Collins, Lawrence Power, Adam Walker
- Autograph (Warner Classics, 2015)[6]
- Schubert: Die schöne Müllerin, Winterreise, Schwanengesang (Warner Classics, 2015)[7]
- Britten: Lieder mit Antonio Pappano (EMI Classics, 2013)
- Britten: The Rape of Lucretia mit Angelika Kirchschlager (Virgin Classics, 2013)
- Three Baroque Tenors Arias (EMI Classics, 2010)
- Adès: The Tempest mit Thomas Adès (EMI Classics, 2009)
- Schubert: Schwanengesang mit Antonio Pappano (EMI Classics, 2009)
- Schubert: The Wanderer: Lieder und Fragmente mit Leif Ove Andsnes (EMI Classics, 2008)
- Große Händel-Arien mit Harry Bickett (EMI Classics, 2007)
- Schubert: Lieder and Sonaten mit Leif Ove Andsnes (EMI Classics, 2007)
- Britten: Les Illuminations, Serenade, Nocturne mit Simon Rattle (EMI Classics, 2005)
- Schubert: 25 Lieder mit Julius Drake (EMI Classics, 2005)
- Schubert: Die schöne Müllerin mit Mitsuko Uchida (EMI Classics, 2005)
- Schubert: Winterreise mit Leif Ove Andsnes (EMI Classics, 2004)
- Monteverdi: L’Orfeo mit Emmanuelle Haïm (Virgin Classics, 2004)
- Bach: Arien und Kantaten mit Fabio Biondi (Virgin Classics, 2000)
- Händel: L’Allegro, il Penseroso ed il Moderato mit John Nelson (Virgin Classics, 2000)
- The English Songbook mit Julius Drake (EMI Classics, 1999)
- Schumann: Liederkreis Op. 24, Dichterliebe Op. 48, 7 Lieder mit Julius Drake (EMI Classics, 1998)

### Filmografie
- 1997 Winterreise (Channel 4, Regie: David Alden)

### Werke
- Witchcraft and its Transformations: 1650–1750. Clarendon Press 1997, ISBN 0-19-820653-4. Dissertation Oxford 1990
- The Book of Lieder. Faber and Faber 2005, ISBN 0-571-22439-3
- A Singer’s Notebook. Faber and Faber 2011, ISBN 978-0-571-25245-9
- Schubert’s Winter Journey: anatomy of an obsession. New York: Alfred A. Knopf, 2015
  - Schuberts Winterreise. Lieder von Liebe und Schmerz. Aus dem Englischen von Annabell Zettel. München: C.H. Beck, 2015, ISBN 978-3-406-68248-3.
- Lied & das Ich. Betrachtungen eines Sängers über Musik, Performance und Identität. Aus dem Englischen von Annabel Zettel. C.H. Beck, München 2023, ISBN 978-3-406-80866-1.